# Stemma della Guinea Equatoriale
Lo stemma della Guinea Equatoriale fu adottato il 21 agosto 1979. È presente al centro della bandiera del paese.

## Descrizione
Si compone di uno scudo grigio che contiene al suo interno un albero di cotone, o albero di Dio, molto diffuso nelle foreste del paese e originariamente emblema di Bata, capoluogo della provincia del Rio Muni. L'albero di cotone venne utilizzato perché vi si firmò il primo trattato di pace tra i leader locali e gli spagnoli 15 marzo 1843. Sotto allo scudo è la raffigurazione di un nastro con il motto nazionale in lingua spagnola ("Unità, Pace, Giustizia"), che fu adottato nel 1968 salvo poi essere modificato durante il periodo della dittatura di Francisco Macías Nguema (1972-1979) per poi essere ripristinato. Sopra lo scudo sono raffigurate sei stelle a sei punte che rappresentano la terraferma (1) e le isole (5) che compongono la nazione; queste ultime sono: Bioko (la più grande dove attualmente vi è la capitale Malabo), Corsico, Grand Elobey, Little Elobey e Annobon.

## Stemmi storici

Stemma dei Territori portoghesi del Golfo di Guinea e poi della Guinea Spagnola
Stemma della colonia spagnola del Rio Muni
Stemma della Guinea Equatoriale durante il regime di Francisco Macías Nguema